# びゅうで旅どき
びゅうで旅どき（びゅうでたびどき）は、2011年11月15日から2012年12月25日まで青森放送（RABテレビ）で放送されていた情報番組である。

## 概要
2011年11月15日から放送開始2012年12月25日（再放送を含めると12月30日）。内容は、東日本旅客鉄道（JR東日本）青森地区のびゅうプラザで販売される旅行商品と、旅行商品に行き先（主に東京都内）の一部施設を紹介する。

## 出演者
- 永井まどか（元RABアナウンサー・ナビゲーター）
- 筋野裕子（RABアナウンサー・ナレーション）

## 放送時間
- 毎週火曜日21:54 - 22:00（本放送）
- 毎週日曜日23:26 - 23:30（再放送）
  - ただし、特番放送などで放送時間が移動する場合がある。